# Malapoenna orizabae
Malapoenna orizabae là loài thực vật có hoa trong họ Nguyệt quế. Loài này được (M. Martens & Galeotti) Kuntze miêu tả khoa học đầu tiên năm 1891.